# Muhammed Çalhanoğlu
Muhammed Çalhanoğlu (* 19. April 1995 in Mannheim) ist ein türkisch-deutscher Fußballspieler.

## Karriere
Muhammed Çalhanoğlu begann seine Karriere beim Karlsruher SC und 1. FC Turanspor Mannheim. Danach spielte er bei Waldhof Mannheim. Anschließend wechselte er zurück zum KSC und stieg im August 2014 in die zweite Mannschaft auf. Im Sommer 2015 wechselte er nach Österreich zum Zweitligisten SK Austria Klagenfurt. Im März 2016 debütierte er in der zweiten Liga gegen LASK Linz. Nach dem Zwangsabstieg Klagenfurts in die Regionalliga verließ er den Verein nach der Saison 2015/16. Zur Saison 2016/17 wechselte er in die Türkei zum Drittligisten Gümüşhanespor.

## Persönliches
Çalhanoğlus älterer Bruder Hakan (* 1994) und sein Cousin Kerim (* 2002) sind ebenfalls Fußballspieler.